# Giorgio Roster

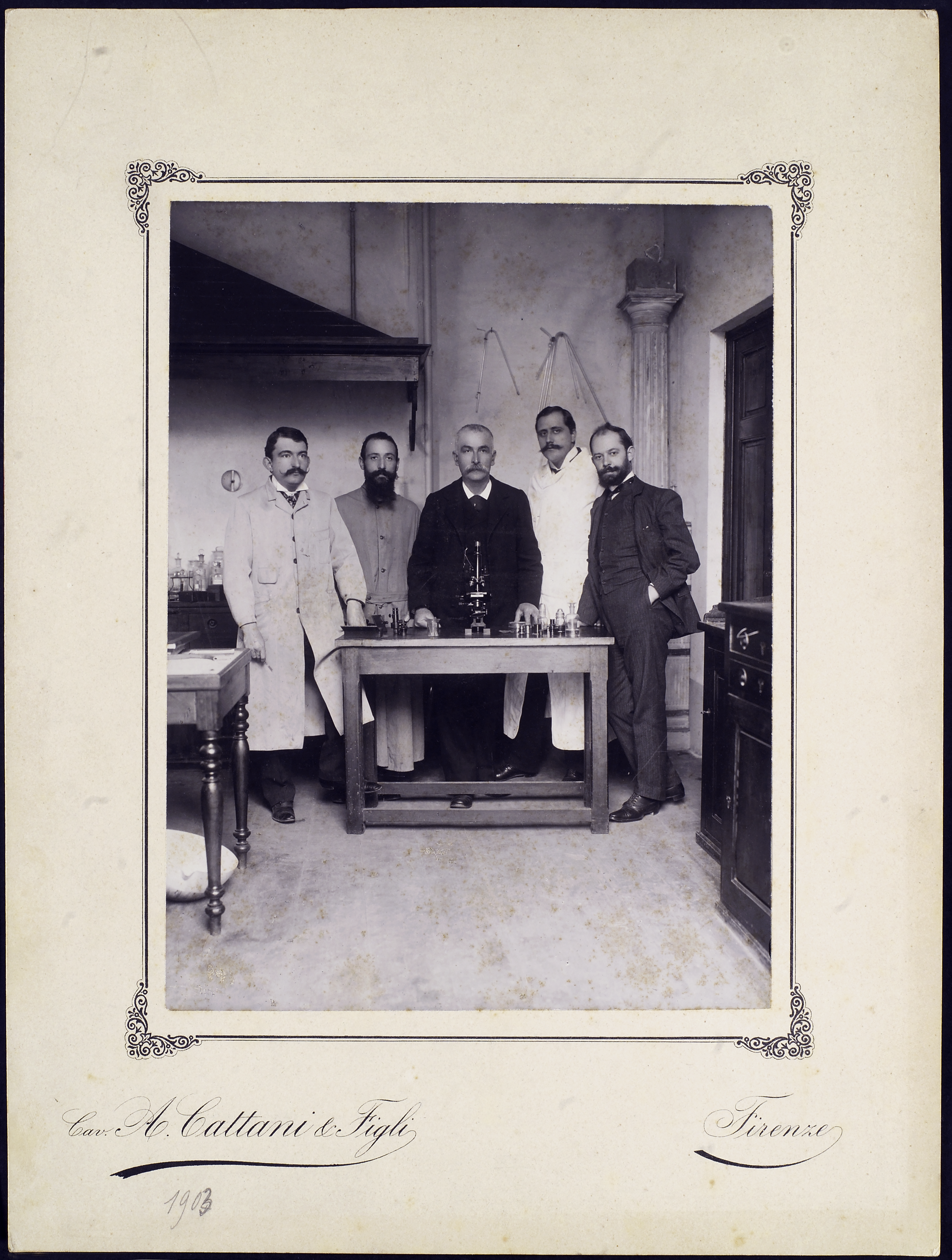
Giorgio Roster con i suoi collaboratori

Giorgio Roster (Firenze, 20 maggio 1843 – Firenze, 17 gennaio 1927) è stato uno scienziato e fotografo italiano.

## Biografia
Giorgio Roster studiò medicina e chirurgia presso l'Università di Pisa, dove conseguì la laurea nel 1864, per poi entrare come aiuto di Serafino Capezzuoli presso l'Istituto di chimica fisio-patologica dell'Istituto di studi superiori di Firenze.
Gli studi sulla chimica e sull'igiene portarono Roster all'estero per lunghi periodi, soprattutto in paesi di area tedesca, dove poté approfondire le sue conoscenze: a Zurigo sotto la guida di Johannes Wislicenus, a Strasburgo con Felix Hoppe Seyler e a Monaco con Max Von Pettenkofer.
Nominato professore di igiene nel 1878 e di chimica fisiologica e patologica nel 1881, Roster, fra il 1885 e il 1889, compì numerose ricerche sull'aria, sull'acqua e sul suolo di Firenze, per le quali allestì un proprio laboratorio di chimica.
Dal 1886 al 1895 Roster fece infatti parte della Commissione istituita dal Comune di Firenze per il controllo delle acque potabili e per circa trent'anni fu membro del Consiglio Sanitario Provinciale. I risultati delle sue analisi lo portarono a sostenere un radicale risanamento per il miglioramento delle condizioni igienico-sanitarie dei cittadini di Firenze: le analisi sulla qualità e la purezza delle acque condotte nel suo laboratorio erano infatti negative e lo portavano a richiedere alle autorità un intervento immediato.
A questo tipo di ricerche si andarono sommando gli altri molteplici interessi di Roster: la botanica, la mineralogia e la fotografia. Ciascuno di questi ambiti di studi lo vide impegnato in attività di ricerca, tanto che si contano più di duecento pubblicazioni a sua firma fra monografie e articoli usciti su riviste specializzate.
Per le ricerche di ambito mineralogico e botanico furono fondamentali i lunghi periodi estivi che Roster, fin dal 1875, trascorreva presso la Villa dell'Ottonella, nei pressi di Portoferraio, all'Isola d'Elba: nacquero così un museo mineralogico, poi confluito nel Museo di storia naturale di Firenze, realizzato anche grazie agli stretti rapporti con Raffaello Foresi, e un giardino di acclimatazione per piante esotiche realizzato, a partire dal 1895, presso la stessa villa.
Nel campo della fotografia, vista soprattutto in relazione alle sue molteplici applicazioni in campo scientifico, Roster fu un grande sperimentatore, spaziando dalle fotomicrografie, realizzate con uno strumento da lui stesso approntato per gli studi citologici, anatomici e entomologici, per arrivare alle telefotografie, eseguite con un teleobiettivo ancora una volta da lui stesso adattato per rappresentare oggetti a diverse distanze, fino ad arrivare alle riprese delle macchie solari. Questa grande passione lo portò a pubblicare numerosi saggi su riviste specializzate e gli valse la presidenza della Società fotografica italiana di Firenze, carica ricoperta dal 1890 al 1894, nonché importanti riconoscimenti ad esposizioni nazionali ed internazionali di fotografia.
Nel 1896 gli fu conferito il titolo di Ufficiale dell'ordine dei Santi Maurizio e Lazzaro per l'impiego della telefotografia nella tecnica della ricognizione militare. La macchina fotografica utilizzata a questo scopo da Roster è esposta in modo permanente presso il museo dell'Istituto geografico militare di Firenze.

## La biblioteca e l'archivio Roster
Nella sua vita di scienziato e fotografo, Giorgio Roster raccolse una ricca biblioteca e produsse un ampio archivio, documentario e fotografico.
Gran parte della biblioteca privata di Roster, per un totale di circa 1400 volumi per 1050 titoli, è depositata presso la Biblioteca comunale Foresiana di Portoferraio. Il materiale archivistico è invece distribuito in diversi istituti: il Museo nazionale Alinari della fotografia, dove sono conservate 1964 immagini riconducibili a Roster, tra lastre negative e diapositive su vetro, queste ultime custodite all'interno delle scatole originali, cui se ne sommano altre di diversi fotografi acquistate per motivi didattici e di studio; il Liceo artistico statale di Porta Romana e Sesto Fiorentino, dove si trovano 38 lastre fotografiche, nonché tre libretti manoscritti intitolati da Roster Catalogo delle negative; la Biblioteca e Pinacoteca comunale foresiana di Portoferraio, dove sono conservate fotografie, telefotografie, stereoscopie e fotomicrografie corredate da fogli manoscritti con relative annotazioni tecniche; la sezione di botanica del Museo di storia naturale dell'Università degli studi di Firenze che, oltre a due collezioni di reperti vegetali, conserva 545 negativi su vetro, ancora in gran parte nelle loro scatole originali, e 95 stampe fotografiche; la biblioteca del Museo Galileo, dove sono conservati circa 50 documenti manoscritti, circa 250 fotografie, microfotografie e telefotografie e 140 lastre fotografiche, anch'esse corredate da annotazioni tecniche autografe. I depositi del Museo Galileo conservano infine una camera completa di cavalletto ed una serie di obiettivi donati dalla famiglia Roster.
La sezione di mineralogia del Museo di storia naturale dell'Università di Firenze conserva invece la collezione mineralogica di Giorgio Roster, corredata dei cataloghi manoscritti da lui stesso realizzati.

## Opere

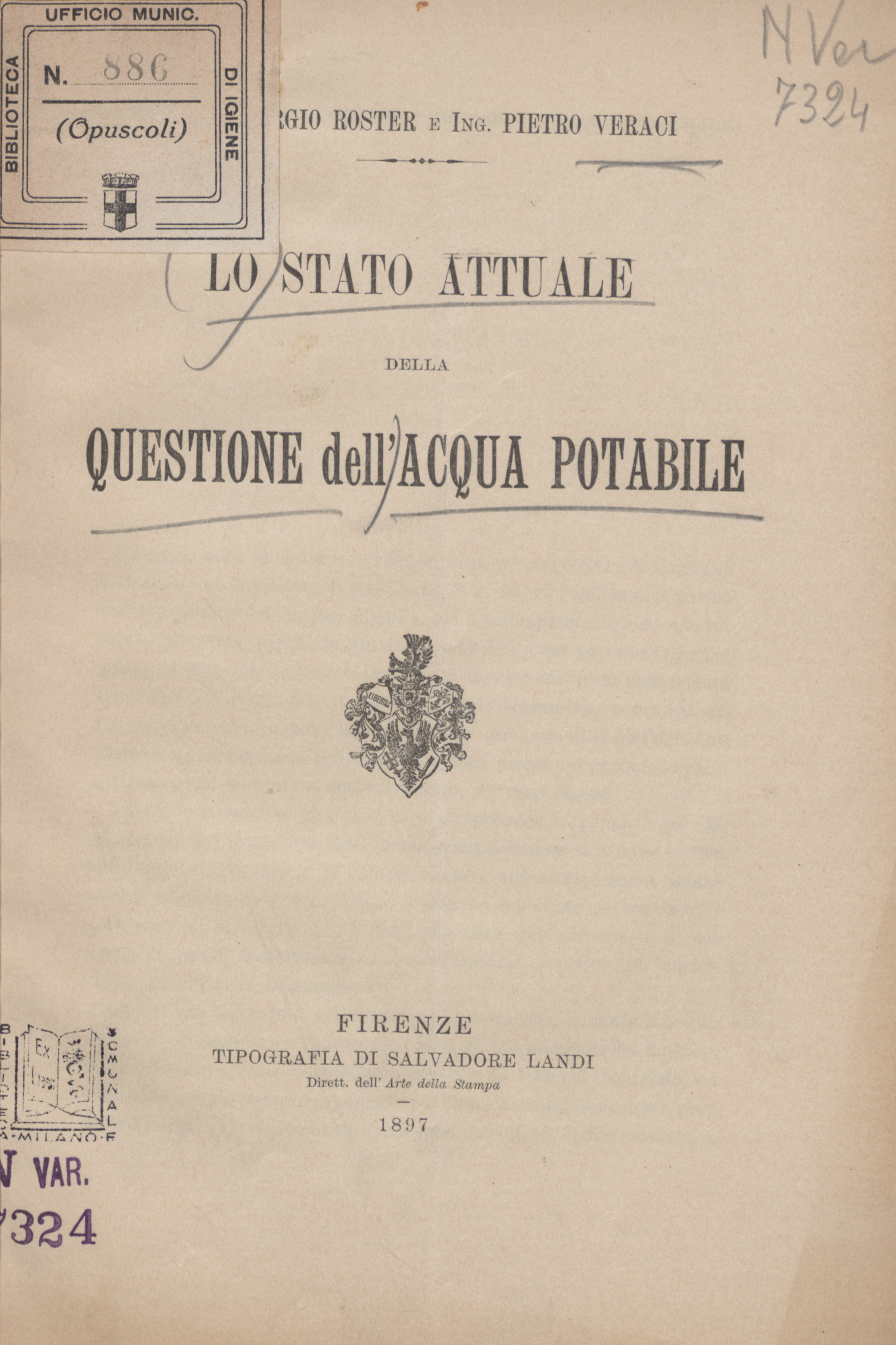
Lo stato attuale della questione dell'acqua potabile (1897)

- Giorgio Roster, Lo stato attuale della questione dell'acqua potabile, Firenze, Tipografia di Salvadore Landi, 1897.